# Interleukina 15
Interleukina 15, IL-15 – cytokina podobna do interleukiny 2, indukuje proliferację komórek NK oraz ich cytotoksyczność zależną od przeciwciał, stymuluje wytwarzanie przez nie cytokin i chemokin. Aktywuje neutrofile, działa na aktywowane limfocyty T, jest zaangażowana w utrzymywanie limfocytów T pamięci. Bierze udział w różnicowaniu się komórek dendrytycznych, indukuje angiogenezę i różnicowanie się mięśni. Produkowana przez monocyty i makrofagi, komórki dendrytyczne i inne komórki. 
IL-15 związana jest z patogenezą różnych chorób, w tym niektórych nowotworów. Wywołując proliferację komórek układu immunologicznego może prowadzić do nowotworów hematologicznych. W innych wypadkach może jednak, zwłaszcza w zestawieniu z terapią przeciwciałami swoistymi, wykazywać działanie przeciwnowotworowe.

## Wpływ na astmę
Podejrzewa się, że wysoki poziom ekspresji IL-15 może mieć wpływ na powstawanie astmy.